# تاریخ نظامی گوگوریو

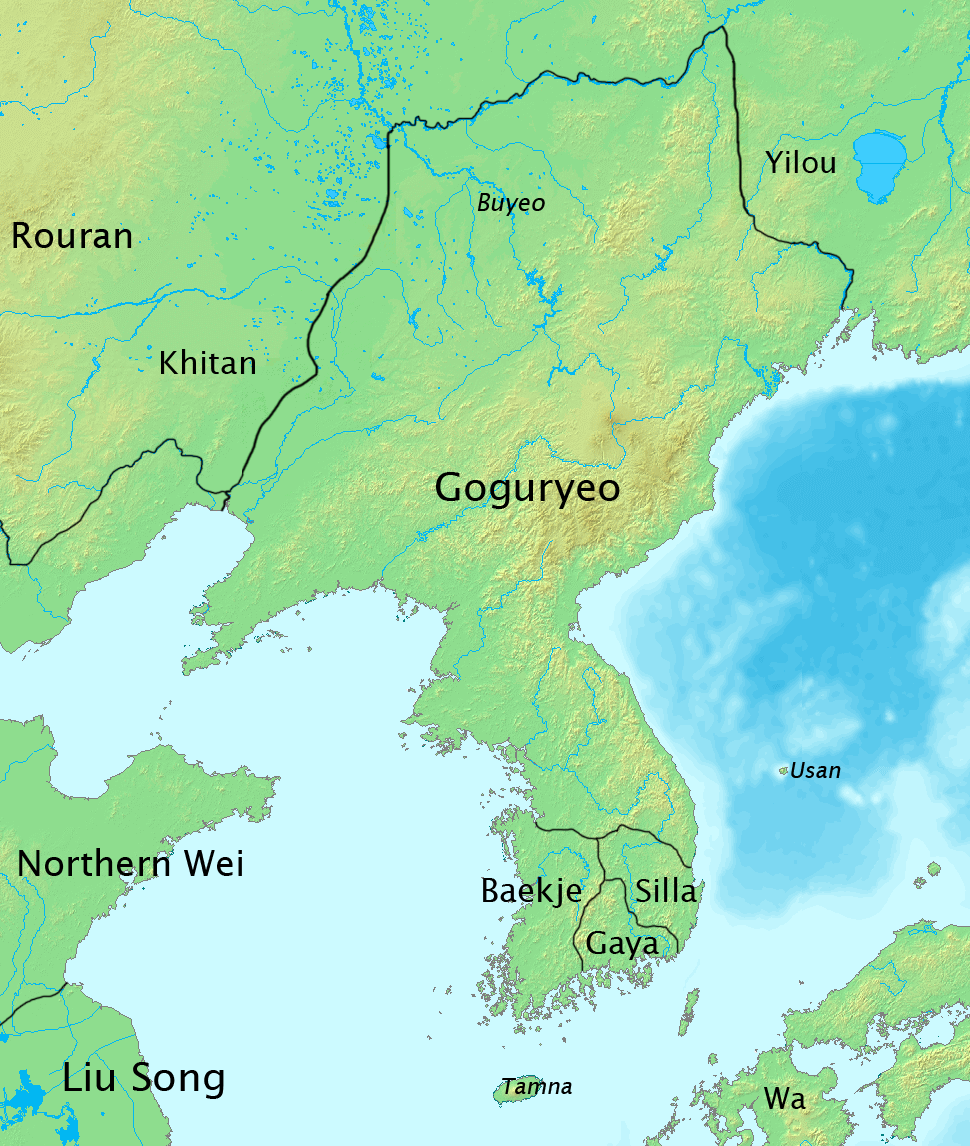
گوگوریو در اوج قدرت ۴۷۶.م

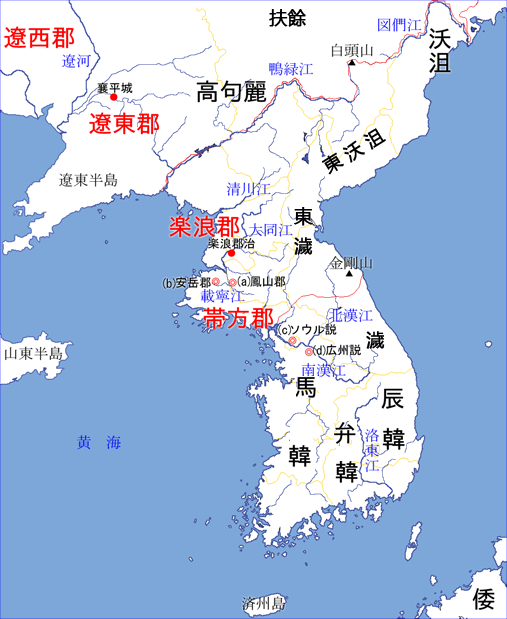
نبردهای گوگوریو در قرن سوم میلادی

تاریخچه نظامی گوگوریو شامل جنگ‌هایی با سایر پادشاهی‌های کره، سلسله‌های چینی، ایالت‌ها و قبایل کوچ‌نشین و ژاپن است. گوگوریو کشوری بسیار نظامی‌گرا بود و در تمام تاریخش در جنگ بود؛ از گوگوریو به عنوان کشوری شکست ناپذیر یاد می‌شود که در اکثر نبردهایش در تاریخش به برتری رسید. این امپراتوری بسیار قدرتمند و یکی از قدرت‌های بزرگ در شرق آسیا بود، تا اینکه در سال ۶۶۸ میلادی پس از خستگی طولانی در اثر جنگ‌های خارجی و درگیری‌های داخلی ناشی از مرگ یون گه‌سومون، توسط اتحاد شیلا–تانگ سقوط کرد.

## جنگ با سایر کشورهای کره ای
جنگ با بکجه
بکجه و گوگوریو که هردو ادعا می‌کردند از تبار پادشاهی بویو هستند، از زمان سلطنت پادشاه یوری تا زمان امپراتور یونگ‌یانگ درگیری‌های بسیار زیادی داشتند که گوگوریو در اکثر آنان پیروز شد.
در زمان پادشاه یوری، اونجو اولین پادشاه بکجه بارها به گوگوریو حمله کرد اما در همه نبردها گوگوریو پیروز شد.
پادشاه میچون بارها به بکجه پادشاهی جنوبی کره حمله کرد. در طی این جنگ‌ها با یازدهمین پادشاه بکجه، پادشاه بیریو توانست بیش از سی هزار سرباز او را نابود کند پادشاه میچون بیش از ۷۲ بار با مهاجمان ژیان‌بی و بکجه جنگید و در اغلب آنها پیروز شد.
در طول قرن چهارم، گئونچوگو قلمرو بکجه را به سمت شمال و به قیمت شکست گوگوریو گسترش داد. در سال ۳۶۹، گوگوکوون، پادشاه گوگوریو، با ۲۰/۰۰۰ سرباز به بکجه حمله کرد، اما در نبرد چیانگ توسط ولیعهد گئونگسو شکست خورد.
در سال ۳۷۱، گئونگسو ۳۰/۰۰۰ سرباز را رهبری کرد و به قلعه پیونگ یانگ حمله کرد و گگوکوون را در نبرد کشت.
بعد از مرگ پادشاه گگوکوون در سال ۳۷۴ چندین نبرد بین پادشاه سوسوریم و پادشاه گیونچوگو رخ داد که در اغلب آنان سوسوریم پیروز شد.
در سال ۳۷۵ پادشاه سوسوریم به سوگوک‌سونگ بکجه حمله کرد و آن را نابود و تصرف کرد. پادشاه گیونچوگو در تلاش برای جبران شکست بود اما با شرایط پیش آمده نتوانست کاری کند.
در سال ۳۷۶ چندین جنگ دیگر بین گوگوریو و بکجه رخ داد اما بدون نتیجه بود.
بعد از تاج گذاری گئونگسو، سوسوریم بارها به او حمله کرد و مناطقی از بکجه را تصرف کرد.
گگوک‌یانگ، پسر گوگوکوون، در سال ۳۸۶ به بکجه حمله کرد و چندین قلعه از بکجه را تصرف کرد.
در سال ۳۹۲، گوانگ‌گه‌تو بزرگ با ۴۰/۰۰۰ سرباز به بکجه حمله کرد و ۱۰ شهر محصور را تصرف کرد.
در پاسخ، آسین، پادشاه بکجه، در سال ۳۹۳ ضدحمله‌ای را علیه گوگوریو آغاز کرد اما گوگوریو پیروز شد.
آسین بار دیگر در سال ۳۹۴ به گوگوریو حمله کرد، اما دوباره گوگوریو پیروز شد.پس از متحمل شدن شکست‌های متعدد در برابر گوگوریو، ثبات سیاسی بکجه شروع به فروپاشی کرد.
در سال ۳۹۵، بکجه بار دیگر از گوگوریو شکست خورد و به سمت جنوب و پایتخت خود، ویری‌سئونگ در کنار رودخانه هان، رانده شد.
در سال بعد، در سال ۳۹۶، گوانگ‌گه‌تو بزرگ با استفاده از رودخانه هان، حمله‌ای را از طریق خشکی و دریا به ویری‌سئونگ هدایت کرد و بر بکجه پیروز شد. گوانگ‌گه‌تو پایتخت باکجه را تصرف کرد و آسین شکست خورده تسلیم گوانگ‌گه‌تو بزرگ شد. گوانگ‌گه‌تو بزرگ ۱۰ وزیر و یک شاهزاده را تسلیم کرد.بعد از این بکجه ثبات خود را از دست داد و رو به زوال رفت.
در سال ۴۰۰ میلادی اتحاد وا، گایا، بکجه به شیلا حمله کردند و تمام شهرها را ویران و مردم را کشتند، سپس شیلا به سرعت از گوگوریو و گوانگ‌گه‌تو بزرگ درخواست کمک کرد، گوانگ‌گه‌تو ارتش ۵۰/۰۰۰ نفری فرستاد و اتحاد وا، گایا، بکجه را شکست داد و آنان را از شبه جزیره کره بیرون کرد.

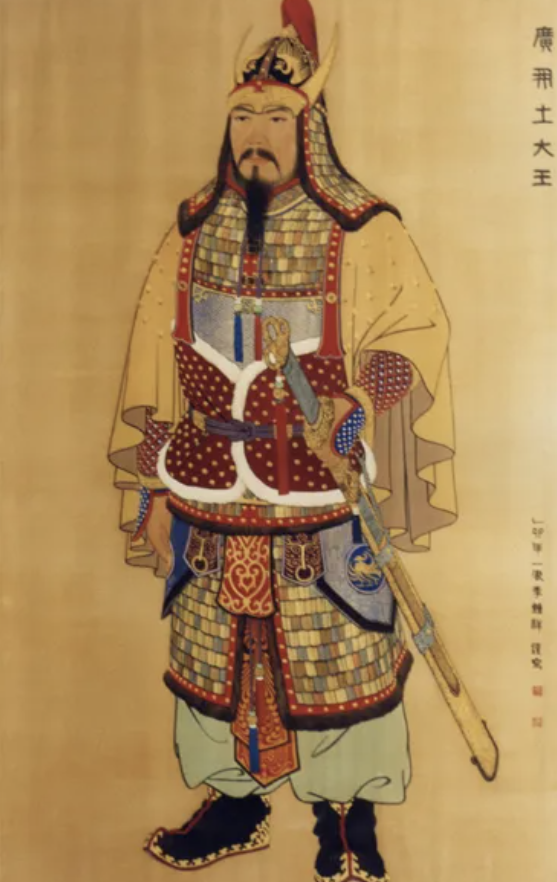
پرتره گوانگ‌گه‌تو بزرگ اثر لی جونگ سانگ ۱۹۷۷.م

در سال ۴۷۵، جانگسو، پسر گوانگ‌گه‌تو، حمله‌ای را از طریق خشکی و دریا علیه بکجه آغاز کرد و پایتخت ویری‌سئونگ را تصرف و گائه رو پادشاه بکجه را اعدام کرد.
در سال ۶۰۷، امپراتور یونگ‌یانگ به قلعه سونگ‌سان‌سونگ بکجه حمله کرد، اما نتوانست آن را تصرف کند. مدتی بعد او به سختی تلاش کرد و سرانجام به قلعه سئوکدوسونگ حمله کرد و ۳۰۰۰ نفر از مردم بکجه را اسیر گرفت.
در سال ۶۱۶ بکجه به گوگوریو حمله کرد اما گوگوریو در نبرد پیروز شد.
جنگ با شیلا
در سال ۲۴۵. م پادشاه دونگچون به شیلا حمله کرد و چندین قلعه مهم از شیلا را تصرف کرد.
نولجی، پادشاه شیلا، که دست نشانده امپراتور جانگسو بود، در سال ۴۵۴ روابط خود را با گوگوریو قطع کرد. جانگسو در سال ۴۶۸ به شیلا حمله کرد و قلمرو خود را به بخش‌هایی از استان گانگوون گسترش داد و دوباره در سال ۴۸۹، ۷ شهر محصور را تصرف کرد و قلمرو خود را به بخش‌هایی از استان گیونگسانگ شمالی گسترش داد.
گوگوریو به‌طور مدام در سال‌های ۴۶۸٬۴۸۹٬۴۹۱٬۴۹۷، با شیلا نبرد کرد و گوگوریو در همه آن‌ها پیروز شد.
جنگ‌های داخلی گوگوریو که در آنان چندین هزار نفر از جناح‌ها کشته شدند، در اثر جانشینی دو شاهزاده، شورش فرماندهان در زمان پادشاه یانگ‌وون و در سطح خارجی حمله گوک‌ترک‌ها منجر شد گوگوریو دوران افول را سپری کند و در نهایت به علت عدم توان برای مبارزه به علت درگیری جناح‌های مختلف داخلی، گوگوریو از اتحاد شیلا_بکجه شکست خورد.
در سال‌های ۶۰۰٬۶۰۸٬۶۱۰ گوگوریو به سلسله دیگر (شیلا) حمله کرد و مناطق زیادی از شیلا را تصرف کرد.
در سال ۶۱۴، وقتی که پادشاه یونگ‌یانگ در پایتخت دوم برای استراحت در اثر بیماری رفته بود، ولیعهد گوگون‌مه (پادشاه یونگ نیو) برای امتحان مواضع دفاعی شیلا با فرماندهی گوسئونگ به آنجا حمله کرد و در ۱۰ نبرد ابتدایی پیروز شد، اما سر انجام به علت دست کم گرفتن ارتش شیلا ضد حمله خورد و بدون نتیجه این نبرد به پایان رسید.
در سال ۶۲۹ سیاست صلح توسط پادشاه یونگ نیو و درگیری جناح‌های جنگ طلب و صلح طلب، و خطر حملات تانگ موجب شد گوگوریو با وجود پیروزی در چندین جنگ ابتدایی بعد از کشته شدن فرماندهانش قلعه نانگی را از دست داد.
در سال ۶۴۲ و ۶۴۳ بین گوگوریو و شیلا چندین نبرد شکل گرفت و در نهایت گوگوریو در همه آنان پیروز شد.
به صورت کلی در ۱۵ نبرد بین گوگوریو و شیلا در ۱۱ نبرد گوگوریو پیروز شد و سهم شیلا ۴ پیروزی بود.
کنفدراسیون گایا
کنفدراسیون گایا بعد از شکست توسط گوانگ‌گه تو بزرگ در سال ۴۰۰ میلادی، مطیع گوگوریو شد.
بویو
بویو و گوگوریو همیشه درگیر تنش‌های منطقه ای بودند اما بویو سرانجام توسط پادشاه ته‌موشین فتح شد اما آن را نابود، و بویو مانند یک قبیله تابع گوگوریو که در گوگوریو زندگی می‌کردند به حیات خود ادامه داد، اما طبق نوشته‌های سنگ نوشته مودورو در زمان گوانگ‌گه‌تو بزرگ تمام قلمرو بویو که سیاست دشمنی با گوگوریو را گرفته بودند توسط گوگوریو فتح شد و در زمان مونجامیونگ ضمیمه کامل گوگوریو شد.
اوکجه
اوکجه هیچ‌گاه استقلال خود را کسب نکرد و سرانجام توسط گوانگ‌گه‌تو بزرگ کاملاً فتح و ضمیمه گوگوریو شد.

## جنگ با کشورهای چینی
سلسله هان
گوگوریو در قرن اول میلادی به یک پادشاهی مستقل و مهم تبدیل شد و شروع به گسترش قدرت خود در منطقه کرد. ته‌جو، اوکجه و دونگ‌یه کشورهای همسایه را فتح کرد و حملات مکرری علیه فرمانداری‌های چینی و تاخت و تاز به لیائودونگ انجام داد که توسط جانشینان او نیز ادامه یافت.

### فرمانداری لیائودونگ
این شهر در سال ۴۰۴ میلادی به دست امپراتوری گوگوریو فتح شد و به شهر لیائودونگ / یودونگ تغییر عنوان داد. این کشور پیش از نابودی به دست سلسله تانگ، شاهد چندین نبرد بزرگ تاریخی در طول جنگ گوگوریو-سوئی و جنگ‌های گوگوریو-تانگ بود.
کائو وی
در سال ۲۴۴ میلادی، گوانچیو جیان، ژنرالی از دولت جانشین هان، کائو وی، دونگچئون را شکست داد و برای مدت کوتاهی پایتخت گوگوریو را اشغال و غارت کرد.
وی دوباره در سال ۲۵۹ حمله کرد اما توسط گوگوریو در یانگمنگوک شکست خورد؛ طبق سامگوک ساگی، پادشاه جونگچئون سواره نظام نخبه را گرد هم آورد و نیروهای مهاجم وی را شکست داد و ۸/۰۰۰ نفر از نیروهای کائو وی را گردن زد.

### للانگ
گوگوریو در دوران پیش از فتح للانگ بارها با این فرمانداری به جنگ برخاسته بود و بارها این فرمانداری را قاطعانه شکست داده بود.
همزمان با گسترش گوگوریو به شبه جزیره لیائودونگ، آخرین فرمانداری چینی در للانگ در سال ۳۱۳ توسط پادشاه گوگوریو، میچئون فتح و ضمیمه شد و بخش شمالی باقی مانده شبه جزیره کره را به تصرف خود درآورد. این فتح منجر به پایان حکومت چینی‌ها بر قلمرو شمال شبه جزیره کره شد که ۴۰۰ سال به طول انجامیده بود.

### یان سابق
در زمستان سال ۳۴۲، ژیانبی از سلسله یان سابق، که توسط خاندان مورونگ اداره می‌شد، به پایتخت گوگوریو، هواندو، حمله و آن را ویران کرد.
سپس با فراهم آمدن شرایط مناسب برای گوگوریو، در زمان پادشاه گگوک‌یانگ و پادشاه گوانگ‌گه‌تو بزرگ گوگوریو توانست بارها یان سابق را شکست دهد و زمین‌های فراوانی از یان سابق را تصرف کند. دلیل سقوط یان سابق، پیروزی‌های متوالی گوگوریو بر یان بود که سرانجام قدرت یان را به حدی رساند که دیگر توان مقابله با گوگوریو را نداشت.

### هویان
در سال ۳۸۵، گوگوک‌یانگ، پسر گوگوکوون، به یان جدید، دولت جانشین یان سابق، حمله کرد و آن را شکست داد.
در سال ۴۰۰، ایالت ژیان‌بی از سلسله یان جدید، که توسط خاندان مورونگ در لیائونینگ امروزی تأسیس شده بود، به گوگوریو حمله کرد. گوانگ‌گه‌تو بزرگ نیروهای دشمن را دفع کرد. در سال ۴۰۲، گوانگ‌گه‌تو تلافی کرد و قلعه برجسته‌ای به نام 宿軍城 را در نزدیکی پایتخت یان جدید فتح کرد. در سال ۴۰۵ و دوباره در سال ۴۰۶، نیروهای یان جدید به قلعه‌های گوگوریو در لیائودونگ (遼東城 در سال ۴۰۵ و 木底城 در سال ۴۰۶) حمله کردند، اما هر باز هم در این دو سال گوگوریو پیروز شد. سپس گوانگ‌گه‌تو تمام لیائودونگ را فتح کرد. با فتح لیائودونگ، گوانگ‌گه‌تو قلمرو باستانی گوچوسون را پس گرفت. گوگوریو تا اواسط و اواخر قرن هفتم میلادی، لیائودونگ را کنترل می‌کرد.

### سلسله سویی
در سال ۵۹۸، دوره سلسله‌های شمالی و جنوبی به پایان رسید و سلسله سوئی پس از چهار قرن تجزیه، چین را متحد کرد. امپراتوری سوئی سرزمین امروزی (ویتنام) را دوباره فتح کرد و چامپا را شکست داد و پایتخت آن را غارت کرد، و سرزمین‌های مهمی را در شمال چین و آسیای مرکزی علیه ترک‌ها، تبتی‌ها و مغول‌های اولیه فتح کرد.

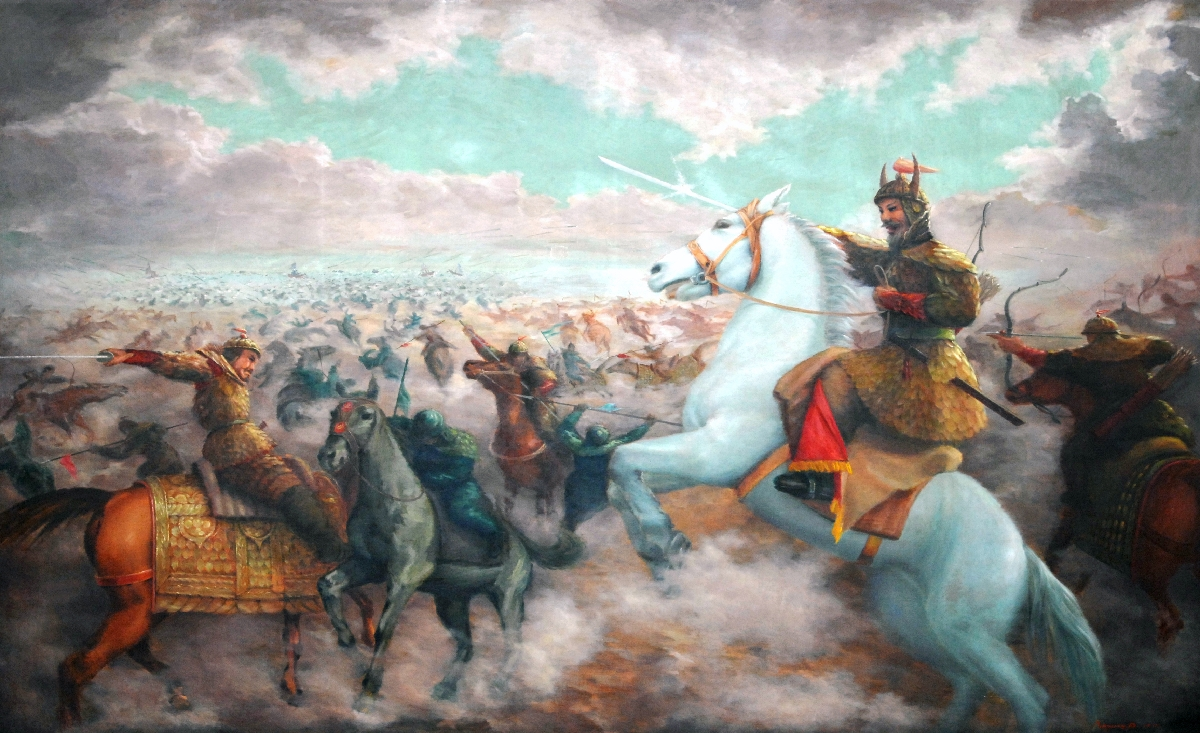
جنگ‌های گوگوریو_سوئی، نبرد سالسو ۶۱۲.م

در سال ۵۹۸، گوگوریو حمله‌ای پیشگیرانه به سلسله سوئی انجام داد، که منجر به حمله متقابل امپراتور ون از طریق زمین و دریا شد که برای سویی به فاجعه انجامید و گوگوریو قاطعانه سوئی را شکست داد و تمام سربازانش را نابود کرد.
در سال ۶۱۲، امپراتور یانگ نیروی عظیمی که مانندش هرگز در تاریخ نبوده، را که گفته می‌شود بیش از سه میلیون نفر بودند، بسیج کرد و به گوگوریو حمله کرد. امپراتور یانگ که نتوانست بر استحکامات قلعه یودونگ (لیائودونگ) غلبه کند، به ۳۰۵٬۰۰۰ سرباز دستور داد تا به پیونگ یانگ، پایتخت گوگوریو، حمله کنند. با این حال، ژنرال اولچی موندوک، سربازان سویی را فریب داد و آنها را در نبرد سالسو نابود کرد. طبق سوابق تاریخی چین از ۳۰۵٬۰۰۰ سرباز سویی، تنها ۲۷۰۰ نفر بازگشتند. امپراتور یانگ محاصره قلعه کره را لغو کرد و نیروهای خود را به چین عقب کشید، و گوگوریو باز هم قاطعانه پیروز شد و ارتش بی‌سابقه در تاریخ بشریت را شکست داد.
امپراتور یانگ شیفتهٔ شکست دادن گوگوریو بود. او دوباره در سال‌های ۶۱۳ و ۶۱۴ به گوگوریو حمله کرد، اما در برابر استراتژی‌های دفاعی، مقاومت شدید و رهبری توانمند گوگوریو شکست خورد؛ علاوه بر این، لشکرکشی امپراتور یانگ‌سوئی در سال ۶۱۳ به دلیل مقاومت گوگوریو و جنگ داخلی سوئی مجبور شکست‌های فاجعه‌بار امپراتور یانگ در کره شد که تا حد زیادی به فروپاشی سلسله سوئی کمک کرد.

### سلسله تانگ
امپراتور تایزونگ در سال ۶۲۶ بر تخت سلطنت تانگ نشست و لشکرکشی‌های نظامی موفق بسیاری را رهبری کرد. در سال ۶۳۰، امپراتور تایزونگ خاقانات ترک شرقی، متحد گوگوریو، را شکست داد و بخش بزرگی از آسیای مرکزی را تحت کنترل تانگ درآورد. او سپس حوضه تاریم را فتح کرد و در سال ۶۴۰ امپراتوری تبت را شکست داد. در سال ۶۴۳، ملکه سوندوک از شیلا درخواست کمک نظامی علیه اتحاد گوگوریو-باکجه کرد. تانگ با شیلا اتحادی تشکیل داد و در سال ۶۴۴ آماده‌سازی برای یک لشکرکشی بزرگ علیه گوگوریو را آغاز کرد.
در سال ۶۴۵، امپراتور تایزونگ شخصاً با ۱٬۱۳۰٬۰۰۰ سرباز تانگ به علاوه تعداد نامشخصی از نیروهای کمکی قبیله‌ای، لشکرکشی علیه گوگوریو را از طریق خشکی و دریا رهبری کرد. ارتش برجسته او تعدادی از قلعه‌های مرزی گوگوریو، از جمله قلعه مستحکم یودونگ (لیائودونگ) را که در سال‌های ۶۱۲ و ۶۱۳ امپراتور یانگ‌سویی را دفع کرده بود، تصرف کرد. امپراتور تایزونگ در ۱۸ ژوئیه به بیرون قلعه آنسی رسید و آماده نبرد با ارتش کمکی در حال نزدیک شدن شد که گفته می‌شود ۱۵۰۰۰۰ نفر در آن حضور داشتند. امپراتور تایزونگ به لی شیجی دستور داد تا با ۱۵٬۰۰۰ سرباز کره‌ای‌ها را غافلگیر کند، در حالی که نیروهای پنهان ژانگسون ووجی از پشت به آنها کمین می‌کردند. روز بعد، دو طرف با هم درگیر شدند و امپراتور تایزونگ شکست سختی را بر نیروهای سردرگم وارد کرد و ۲۰٬۰۰۰ نفر تلفات داد و ۳۶۸۰۰ اسیر گرفت. سپس امپراتور تایزونگ قلعه آنسی را محاصره کرد. سربازان او روزانه شش یا هفت بار به قلعه گوگوریو حمله می‌کردند، اما هر بار توسط گوگوریو دفع می‌شدند. تانگ علی‌رغم ماه‌ها محاصره قادر به شکستن قلعه مستحکم گوگوریو نبود، سرانجام همه چیز را در ساخت یک تپه عظیم که برای قرار گرفتن بر فراز دیوارهای قلعه طراحی شده بود، به کار گرفت. با این حال، مدافعان با وجود سه روز حملات دیوانه‌وار نیروهای تانگ، تپه را تصرف و با موفقیت نگه داشتند. اما سرانجام در قلعه آنسی، یونگه سومون و یانگ مانچون سربازان تانگ را درهم کوبیدند و تمام آنان را از بین بردند، تانگ شکست سختی را چشید و ارتش میلیونی و عظیمش با خواری تمام عقب‌نشینی کردند.

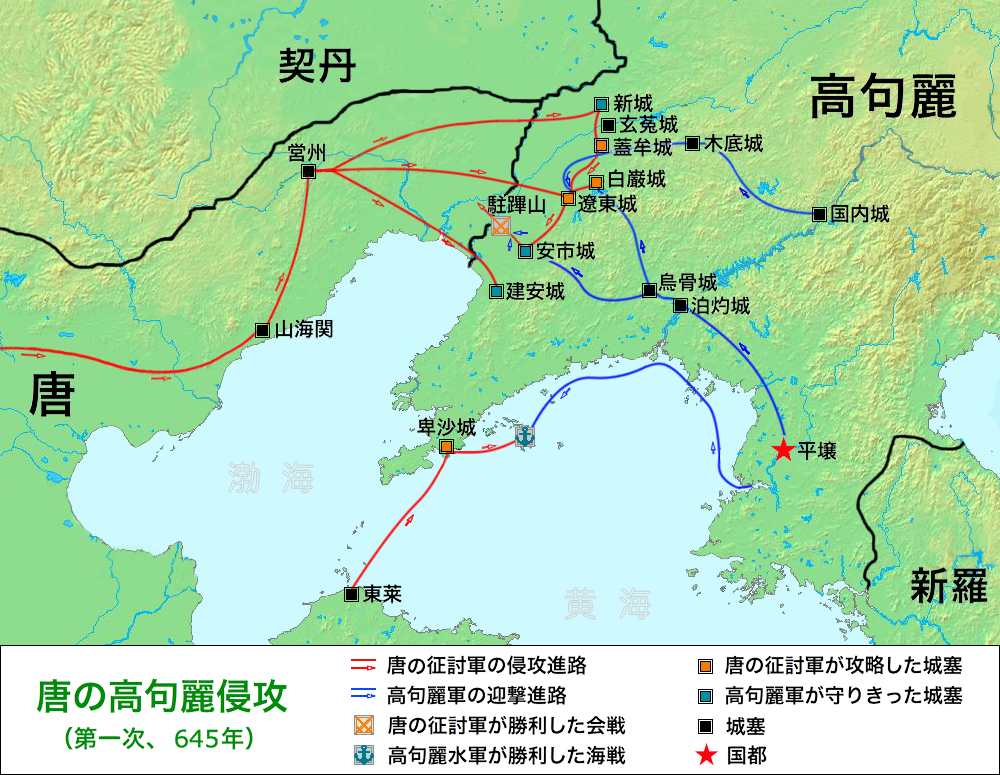
جنگ های گوگوریو_تانگ، نبرد قلعه آنسی ۶۴۵.م

امپراتور تایزونگ دوباره در سال‌های ۶۴۷ و ۶۴۸ به گوگوریو حمله کرد اما هر چند بار از گوگوریو شکست خورد و عقب‌نشینی کرد.
شکست دادن گوگوریو دغدغه‌ی امپراتور تایزونگ بود، و پس از مرگ او در سال ۶۴۹، پسرش امپراتور گائوزونگ جاه‌طلبی او را ادامه داد. به پیشنهاد کیم چونچو، اتحاد شیلا-تانگ ابتدا در سال ۶۶۰ باکجه را فتح کرد تا اتحاد گوگوریو-باکجه را از بین ببرد و سپس تمام توجه خود را به گوگوریو معطوف کرد. با این حال، امپراتور گائوزونگ نیز نتوانست گوگوریو را به رهبری یونگه سومون شکست دهد.  یکی از قابل توجه‌ترین پیروزی‌های یونگه سومون در سال ۶۶۲ در نبرد ساسو رخ داد، جایی که او نیروهای تانگ را نابود کرد و ژنرال مهاجم پانگ هسوته و هر ۱۳ پسرش را کشت. از این رو، تا زمانی که یونگه سومون زنده بود، تانگ نتوانست گوگوریو را شکست دهد. 

#### سقوط گوگوریو و پیامدهای آن
در سال ۶۶۶ (اگرچه تاریخ‌ها از ۶۶۴ تا ۶۶۶ متفاوت است)، یونگه سومون به مرگ طبیعی درگذشت و جنگ داخلی بین سه پسرش درگرفت. پسر بزرگتر و جانشین او، یون نامسنگ، به تانگ گریخت و اسرار و نقاط ضعف گوگوریو را در اختیار امپراتور گائوزونگ قرار داد و نقش مهمی در حمله بعدی و سقوط گوگوریو ایفا کرد. پسر دوم یونگه سومون، یون نامگون، در مقابل خیانت برادرش در برابر مرگ مقاومت کرد و تا پایان جنگید. در همین حال، برادر کوچکتر یونگه سومون، یون چونگتو، به سمت شیلا گریخت و بدون حتی یک نبرد تسلیم شد.
اتحاد تانگ-شیلا در سال ۶۶۷ با کمک یون نامسنگِ فراری، حمله جدیدی به گوگوریو ترتیب داد  و در سال ۶۶۸، سرانجام این امپراتوری تقسیم‌ شده را که پس از مرگ یونگه سومون دچار اختلافات خشونت‌آمیز، فرارهای متعدد و تضعیف روحیه گسترده شده بود، شکست داد. بنابراین شیلا در سال ۶۶۸ بیشتر شبه جزیره کره را متحد کرد، اما اتکای این پادشاهی به چینِ تانگ بهای خود را داشت. چینِ تانگ تلاش کرد تا حکومت خود را بر کل شبه جزیره کره تحمیل کند، اما شیلا با کمک پناهندگان گوگوریو و باکجه، به زور در برابر تانگ مقاومت کرد و او را بیرون راند.
با این حال، اتحاد سه پادشاهی کره توسط شیلا کوتاه مدت بود زیرا ژنرال سابق گوگوریو، ته جویونگ، بقایای گوگوریو را رهبری کرد، با مردم موهه متحد شد و بالهه، جانشین گوگوریو، را تأسیس کرد. بالهه سرانجام بخش زیادی از قلمرو سابق گوگوریو را دوباره فتح و حفظ کرد.
بالهه مانند امپراتوری پیشین خود به امپراتوری قدرتمندی تبدیل شد، اما پایان نهایی آن در سال ۹۲۶ به دست امپراتوری خیتان رخ داد . پایان بالهه یک رویداد تعیین‌کننده در تاریخ شمال شرقی آسیا بود زیرا آخرین پادشاهی کره‌ای بود که قلمرویی در منچوری داشت. گوگوریو بار دیگر در سال ۹۱۸ توسط دولت جانشین گوریو،  که توسط وانگ گان، از نوادگان اشراف گوگوریو، تأسیس شده بود، احیا شد.  در سال ۹۳۷، بخش عمده‌ای از طبقه حاکم و آخرین ولیعهد بالهه سقوط کرده به گوریو گریختند، جایی که وانگ گان به گرمی از او استقبال کرد و او را در خانواده حاکم گنجاند و بدین ترتیب دو ملت جانشین گوگوریو را متحد کرد.

## جنگ با قبایل و چادرنشینان
در زمان سلطنت پادشاه یوری و سوسوریم چندین درگیری بین قبایل مالگال و خیتان با گوگوریو شکل گرفت اما پادشاه یوری و سوسوریم در همه آنان پیروز شدند.
گوانگ‌گه‌تو بزرگ قبل از به سلطنت رسیدن و در زمان فرماندهی ارتش در چندین جنگ بر خیتان‌ها و مالگال پیروز شد، و تعداد زیادی از آنان را مطیع خود کرد.
در سال ۳۹۵ گوانگ‌گه‌تو بزرگ به قبایل بایلی خیتان در غرب رودخانه لیائو حمله کرد، و ۳ قبیله و ۷۰۰ اردوگاه خیتان را نابود کرد.
در سال ۳۹۸ گوانگ‌گه‌تو بزرگ ارتش سوشن را در شمال شرقی شکست داد، که اجداد تونگوزی و جورچن‌ها و منچوها بودند.
در سال ۴۷۹ پادشاه جانگسو به خیتان‌ها حمله کرد و مناطق زیادی از خیتان را تصرف کرد. وی سپس با متحدش خاقانات رورانی، به دیدویوها حمله کرد و آنان را نابود کرد.

## جنگ با کشورهای ژاپنی
سال ۴۰۴، گوانگ‌گه‌تو بزرگ حمله‌ای از سوی وا از مجمع‌الجزایر ژاپن در مرز جنوبی جایی که زمانی فرمانداری دایفانگ بود را شکست داد و تلفات عظیمی به دشمنش وا وارد کرد و بعد از آن وا مطیع گوگوریو شد.